# Tottori-Dünen

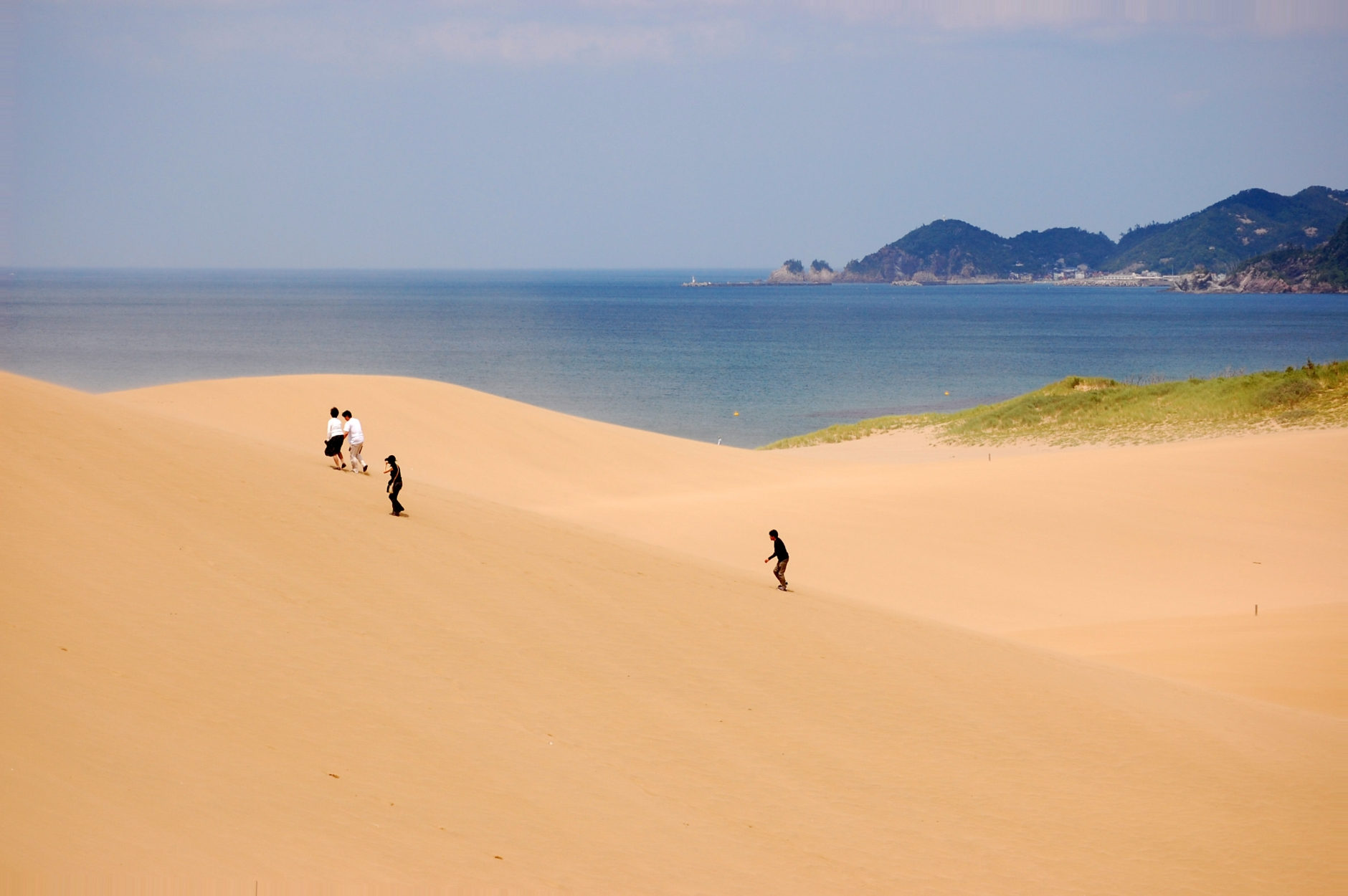
Tottori-Sanddüne

Die Tottori-Dünen (jap. 鳥取砂丘, Tottori-sakyū) sind Sand-Küstendünen, die sich in der Stadt Tottori in der Präfektur Tottori entlang der Küste des Japanischen Meeres erstrecken.
Nach den Tottori-Dünen ist auch ein Enka-Lied (japanischer Schlager) von Kaori Mizumori benannt.

## Übersicht
Die Sanddünen sind ein besonderes Schutzgebiet des San’in-Kaigan-Nationalparks. Sie erstrecken sich über 2,4 km in Nord-Süd-Richtung und 16 km von Ost nach West. Es ist das größte Sanddünengebiet in Japan. Der Sand der Dünen stammt von erodierten Granitschichten der Region Chūgoku, die durch den Fluss Sendai (千代川) in das japanische Meer gespült wurden, wo der Sand sich dann an der Küste gesammelt hat.
Sanddünen erstrecken sich zur rechten und linken Seite des Sendai, aber was üblicherweise als „Tottori-Dünen“ bezeichnet wird, sind die 5,45 km² der Hamasaka-Düne am Ostufer des Flusses. Im Südwesten trennt die Düne einen kleinen Binnensee, den Tanamazugaike (多鯰ヶ池), vom Meer ab.
Der größte Höhenunterschied innerhalb der Dünenlandschaft beträgt rund 90 Meter. Wegen ihrer Form werden die Senken in der Landschaft als Suribachi (擂鉢), zu deutsch Mörser bezeichnet. Die größten unter ihnen sind bis zu 40 Meter tief. An den Hängen der Senken lässt der Wind Wellenmuster im Sand entstehen, die an Bambusjalousien erinnern. Diese bei einer Windgeschwindigkeit von etwa 5 bis 6 Meter pro Sekunde entstehenden Muster werden daher im Japanischen als Fūren (風簾, dt. Wind-Bambusjalousien) bezeichnet.
In der Nähe der Sanddünen haben berühmte japanische Poeten Gedenksteine mit Waka-Inschriften, sogenannte Kahi (歌碑) hinterlassen, etwa Arishima Takeo, Takahama Kyoshi, Yosano Akiko, Edano Toyoaki (枝野 登代秋) und Morikawa Kyōsui (森川 暁水).
Um die umliegenden Bauernhäuser vor Schäden durch den von den Dünen herübergewehten Sand zu schützen, wurden in der Vergangenheit die Randgebiete aufgeforstet. Da dies jedoch die Fläche der als Touristenattraktion beliebten Sanddünen verkleinert und das schützenswerte Ökosystem der Dünen gefährdet, wurden diese Maßnahmen eingeschränkt. Die Dünen werden auch landwirtschaftlich genutzt, im Sandboden werden chinesische Jamswurzel, Schalotten und Lauchzwiebeln angebaut.
Auf Grund ihrer in Orthogenese entstandenen Tier- und Pflanzenwelt gilt den Dünen auch das besondere Interesse der Biologen. Zu den besonderen, hier gefundenen Pflanzen gehört Vitex rotundifolia, Wedelia prostrata und Aster arenarius. Die landwirtschaftliche Fakultät der Universität Tottori forscht daran, wie die Wüstenlandschaften der Dünen in Tottori begrünt werden können.
Für die Touristen wurde ein besonderer Eingang zur Düne errichtet, um den herum sich Rasthäuser und Souvenirshops angesiedelt haben. Dort werden auch Kamele gezüchtet, und selbstverständlich kann man zusammen mit einem Kamel ein Erinnerungsfoto schießen. Die Dünen sind auch ein beliebtes Ziel für Schulausflüge, in der Nähe wurde ein Kinderland Tottori-Dünen eingerichtet. Auch sportlich kann man sich betätigen, es wird Gleitsegeln angeboten. Beliebt ist auch, an Sommerabenden von den Dünen aus die Fischerboote auf dem Meer zu betrachten, die mit ihren Lichtern die Tintenfische in ihre Netze locken.
Die Dünen wurden am 3. Februar 1955 zum Naturdenkmal erklärt.